# Krull-ring
In de commutatieve algebra en aanverwante deelgebieden van wiskunde is een krull-ring is een bepaald typecommutatieve ring. De rull-ring is genoemd naar de Duitse wiskundige Wolfgang Krull.

## Definitie
Laat {\displaystyle A} een integriteitsdomein zijn en {\displaystyle P} de verzameling van alle priemidealen van {\displaystyle A} met hoogte gelijk aan een. Dan heet {\displaystyle A} een krull-ring als
1. {\displaystyle A_{\mathfrak {p}}} een discrete valuatiering is voor alle {\displaystyle {\mathfrak {p}}\in P}, en
2. elk niet-nulzijnd hoofdideaal de doorsnede is van een eindig aantal priemidealen met hoogte gelijk aan een.

## Voorbeelden
1. Elk normaal noethers integriteitsdomein is een krull-ring.
2. Als Fout bij het parsen (SVG (MathML kan worden gebruikt via een browserplugin): Ongeldig antwoord ("Math extension cannot connect to Restbase.") van server "http://localhost:6011/nl.wikipedia.org/v1/":): {\displaystyle A}
 een krull-ring is, zijn de veeltermring {\displaystyle A[x]} en de ring der formele machtreeksen {\displaystyle A[[x]]} dat ook.
3. Laat {\displaystyle A} een noethers integriteitsdomein zijn met quotiëntenlichaam {\displaystyle K} en laat {\displaystyle L} een eindige algebraïsche uitbreiding van {\displaystyle K} zijn. Dan is de gehele afsluiting van {\displaystyle A} in {\displaystyle L} een krull-ring.